# Доронина, Татьяна Васильевна
Татья́на Васи́льевна Доро́нина (род. 12 сентября 1933, Ленинград, СССР) — советская и российская актриса театра и кино, театральный режиссёр, писательница; народная артистка СССР (1981). Полный кавалер ордена «За заслуги перед Отечеством». Член Союза писателей России.
С 1987 по 2018 год — художественный руководитель и директор Московского Художественного академического театра имени Максима Горького; с 4 декабря 2018 года — президент МХАТ имени М. Горького.
Трижды была признана читателями журнала «Советский экран» лучшей актрисой года (1967, 1968 и 1973).

## Биография
Родилась 12 сентября 1933 года в Ленинграде. Её отец, Василий Иванович Доронин, происходил из рода староверов, а у матери, Анны Ивановны Дорониной, отец служил старостой деревенской церкви. Родители были родом из Ярославской области, из крестьянских семей.
Семья жила в переулке Ильича в Ленинграде, в коммунальной квартире, в которой, кроме Дорониных, проживали ещё пять семей. Мать до войны не работала, была домохозяйкой, воспитывала Татьяну с её старшей сестрой Галиной. Отец работал шеф-поваром в санатории, а выходные дни посвящал дочерям, водил их на прогулки, читал им книги, прививал любовь к театру.
Во время Великой Отечественной войны Анна Ивановна с Татьяной и Галиной были эвакуированы в город Данилов, Ярославской области, где матери пришлось в тяжелейших условиях одной растить дочерей. Она работала на комбинате (шила солдатские шинели) и подрабатывала на уборке урожая. После войны семья вернулась в Ленинград. Отец прошёл всю войну, воевал на Ленинградском фронте.
В восьмом классе средней школы, в мае 1950 года, записалась на прослушивание в Школу-студию МХАТ в трёх первых турах (аттестат об образовании для этого не требовался), которые проводились в Ленинграде прославленными столичными артистами, ездившими по городам с целью поиска талантливых абитуриентов. Во главе экзаменационной комиссии был народный артист РСФСР Павел Владимирович Массальский. Все три тура Татьяна успешно прошла. Но оказалось, что для москвичей для поступления в Школу-студию МХАТ было достаточно пройти три тура, а ленинградцам необходимо было ехать в Москву, предъявить там приёмной комиссии аттестат об образовании и пройти четвёртый тур. Татьяна с Мариной Поповой, также прошедшей третий тур, отправились в столицу, где им заново предстояло пройти три тура, третий прошла только Татьяна. Но, узнав об отсутствии у Дорониной аттестата, ректор Школы-студии МХАТ Вениамин Захарович Радомысленский не дал согласия на её обучение и посоветовал прийти через два года сразу на второй тур. Татьяне пришлось продолжить обучение в ленинградской средней школе, после окончания которой в 1952 году она снова поехала в Москву, где благополучно выдержала вступительные экзамены сразу в нескольких театральных вузах, но выбрала всё ту же Школу-студию МХАТ.
Являлась членом ВЛКСМ.
В 1956 году окончила Школу-студию МХАТ в Москве (руководитель курса — Павел Владимирович Массальский). Училась на одном курсе с Е. А. Евстигнеевым, М. М. Козаковым, О. В. Басилашвили, В. Н. Сергачёвым. Мастерство актёра на этом курсе преподавал Борис Ильич Вершилов. В связи с 50-летием Школы-студии МХАТ в 1993 году она вспоминала: 

«Главным моим учителем в Студии был Борис Ильич Вершилов. Он учил меня все четыре года, и я благодарна судьбе, что именно он меня учил — такой строгий, такой неулыбчивый, такой честный и такой любимый. Он редко бывал доволен, редко хвалил, не старался завоевать нашу привязанность, не искал популярности. Он учил нас быть, прежде всего, людьми, а потом уже актёрами»— Татьяна Васильевна Доронина, 1993 год.
По окончании учёбы получила распределение в Сталинградский областной драматический театр имени Максима Горького, куда уехала вместе с мужем, Олегом Валериановичем Басилашвили, но уже в конце 1956 года они оба были приняты в труппу Ленинградского государственного театра имени Ленинского комсомола (ныне — Санкт-Петербургский государственный театр «Балтийский дом»), где Доронина играла до 1959 года.
В 1959 году главный режиссёр Большого драматического театра имени Максима Горького Г. А. Товстоногов, готовясь к постановке пьесы Максима Горького «Варвары», не нашёл в своей труппе оптимальной исполнительницы на роль Надежды Монаховой и пригласил в театр Татьяну Доронину вместе с Олегом Басилашвили. После успешного дебюта в «Варварах», ставших событием театральной жизни, на протяжении ряда лет Доронина была одной из ведущих актрис Большого драматического театра имени Максима Горького. Среди лучших ролей, сыгранных на этой сцене — Софья в комедии «Горе от ума» А. С. Грибоедова, Маша в пьесе «Три сестры» А. П. Чехова, Лушка в «Поднятой целине» М. А. Шолохова, Надя в пьесе «Моя старшая сестра» А. М. Володина и Наташа в пьесе Э. С. Радзинского, известной под названием «Ещё раз про любовь». Последние две роли актриса позже с таким же успехом сыграла и на экране — в фильмах «Старшая сестра» (1966) и «Ещё раз про любовь» (1968).
В 1966 году актриса покинула театр (причиной стал переезд в Москву, связанный с новым замужеством). В том же году была принята в труппу МХАТа СССР им. М. Горького, на сцене которого выступала до 1972 года. Театр в послевоенные годы переживал кризис — возглавивший его осенью 1970 года О. Н. Ефремов столкнулся с проблемами, которые многим казались неразрешимыми, и актриса, сыграв заглавную роль в дебютном спектакле О. Н. Ефремова «Дульсинея Тобосская», в 1972 году перешла в Театр имени В. В. Маяковского, где плодотворно сотрудничала с А. А. Гончаровым. В 1983 году по приглашению О. Н. Ефремова вернулась во МХАТ.
В 1981—1987 годах играла в спектаклях Московского драматического театра «Сфера».
После раскола МХАТа в 1987 году возглавила МХАТ им. М. Горького, проведя театр через сложный период. До 4 декабря 2018 года являлась его художественным руководителем и директором, а в настоящее время занимает пост президента театра — должность, специально созданную для неё Министерством культуры Российской Федерации. Одним из последних управленческих решений в должности художественного руководителя — директора МХАТа им. М. Горького стал перевод всей труппы театра на бессрочные трудовые договоры, чтобы защитить артистов от увольнений, инициированных новым руководством театра. 11 июня 2019 года на сборе труппы новый художественный руководитель театра Эдуард Бояков сообщил о запускаемом процессе обратного перевода артистов на срочные трудовые договоры. Большинству актёров труппы, за исключением народных артистов и тех, кто имеет социальные льготы, будут предложены срочные контракты.
С 26 января 2019 года, сыграв главную роль в спектакле «Васса Железнова» по случаю 15-летнего юбилея постановки, Татьяна Доронина во МХАТе им. М. Горького не появляется.
По словам Эдуарда Боякова, публично изгнанного генеральным директором МХАТ В.А. Кехманом, Татьяне Дорониной было предложено восстановить спектакль «Три сестры», сделать ввод на главную мужскую роль в постановку «Старая актриса на роль жены Достоевского» и поставить спектакль по поэзии Сергея Есенина и книге Захара Прилепина о поэте. Однако сама Татьяна Доронина эти заявления Эдуарда Боякова не подтверждает, более того, в течение 2019 г. Эдуард Бояков списал и утилизировал постановочные средства большинства спектаклей, поставленных Т. В. Дорониной.
Работала на радио.
Написала книгу «Дневник актрисы» (1998 год) о том, что значит для неё театр: «не хочется писать о настоящем, пишу о театральной юности». Член Союза писателей России.
В 1995 и 2006 годах Виталий Вульф выпустил две телепередачи о жизни и творчествеДорониной (в рамках проекта «Мой серебряный шар»).
В 2018 году Татьяна Устинова выпустила телепередачу «Татьяна Доронина» (в рамках проекта «Мой герой»).
В 2023 году к 90-летию Дорониной вышла книга Г. А. Орехановой «Свет русского таланта». Презентация книги состоялась 18 декабря 2023 года в Доме Пашкова.
Входит в состав Общественного совета при Следственном комитете Российской Федерации.

## Личная жизнь
Была замужем пять раз.
Первым мужем был Олег Валерианович Басилашвили (род. 26 сентября 1934), актёр, народный артист СССР (1984), лауреат Государственной премии РСФСР им. братьев Васильевых (1979). Брак продлился восемь лет (с 1955 по 1963 год).
Второй раз была замужем за Анатолием Юфитом (1925—1978), театроведом и театральным критиком, доктором искусствоведения, профессором Ленинградского института театра, музыки и кинематографии. Состояли в браке с 1963 по 1966 год.
Третий раз была замужем за Эдвардом Радзинским (род. 1936), писателем, драматургом, сценаристом и телеведущим. Состояли в браке с 1966 по 1971 год.
Четвёртый раз была замужем за Борисом Химичевым (1933—2014), актёром, народным артистом РФ (1993). Состояли в браке с 1973 по 1982 год.
В пятый раз была замужем за Робертом Дмитриевичем Тахненко (1937), работником ЦК ВЛКСМ и Главного управления нефтепромышленности. Состояли в браке с 1982 по 1985 год.

## Творчество

### Роли в театре

#### Ленинградский театр им. Ленинского комсомола
- 1957 — «Фабричная девчонка» А.М. Володина; режиссёр А.В. Пергамент — Женька Шульженко
- 1957 — «Город на заре» А.Н. Арбузова; режиссёр Р.Р. Суслович — Оксана
- 1957 — «В поисках радости» В. Розова, Реж.: А. А. Белинский — Леночка, жена Федора
- 1957 — «Поднятая целина» М. Шолохова, Реж.: А. В. Пергамент — казачка (эпизод)
- 1958 — «Интервенция» Л. Славина, Реж.: А. В. Пергамент — Санька
- 1958 — «Маленькая студентка» Н.Ф. Погодина; режиссёр И.П. Владимиров — Вава Маландина
- 1958 — «Обломов» по И. А. Гончарову; режиссёр А.Б. Винер — Ольга

#### Большой драматический театр им. М. Горького
- 1959 — «Варвары» М. Горького; постановка Г. А. Товстоногова — Надежда Монахова
- 1960 — «Иркутская история» А.Н. Арбузова; постановка Г. А. Товстоногова — Валя
- 1961 — «Моя старшая сестра» А. М. Володина; постановка Г. А. Товстоногова — Надя
- 1961 — «Идиот» по роману Ф. М. Достоевского
- 1962 — «Горе от ума» А. С. Грибоедова; постановка Г.А. Товстоногова — Софья
- 1964 — «Поднятая целина» по роману М. А. Шолохова; постановка Г.А. Товстоногова — Лушка
- 1964 — «Ещё раз про любовь» Э. С. Радзинского; постановка Ю.Е. Аксёнова — Наташа
- 1965 — «Римская комедия» Л. Г. Зорина; постановка Г.А. Товстоногова — Лоллия
- 1965 — «Три сестры» А. П. Чехова; постановка Г.А. Товстоногова — Маша
- 1966 — «Идиот» по роману Ф.М. Достоевского (вторая редакция); постановка Г. А. Товстоногова — Настасья Филипповна[24]

#### МХАТ
- 1966 — «Братья Карамазовы» по роману Ф.М. Достоевского; постановка Б.Н. Ливанова, П.А. Маркова, В.П. Маркова — Грушенька
- 1967 — «Ночная исповедь» А.Н. Арбузова; постановка Б.Н. Ливанова — Глебова
- 1968 — «На дне» М. Горького, постановка К.С. Станиславского и Вл. И. Немировича-Данченко — Настя
- 1968 — «Три сестры» А.П. Чехова; постановка Вл. И. Немировича-Данченко, Н.Н. Литовцевой, И.М. Раевского (возобновление) — Маша
- 1970 — «О женщинах» Э.С. Радзинского, постановка Б.А. Львова-Анохина — Ирина
- 1971 — «Дульсинея Тобосская» А.М. Володина, постановка О.Н. Ефремова, режиссёр В.Т. Кашпур — Альдонса
- 1984 — «Скамейка» А.И. Гельмана, режиссёр М.Д. Мокеев, руководитель постановки О.Н. Ефремов — Она
- 1985 — «На всякого мудреца довольно простоты» А. Н. Островского, постановка В.Я. Станицына, режиссёр В.Н. Шиловский — Мамаева

#### Московский театр им. Вл. Маяковского
- 1972 — «Человек из Ламанчи» Д. Вассермана, постановка А.А. Гончарова — Дульсинея
- 1973 — «Аристократы» Н. Ф. Погодина, режиссёр Н. П. Охлопков — Сонька
- 1974 — «Банкрот, или Свои люди — сочтёмся» А. Н. Островского, постановка А. А. Гончарова, режиссёр Н. Х. Бритаева — Липочка
- 1976 — «Беседы с Сократом» Э. С. Радзинского, постановка А. А. Гончарова — Ксантиппа
- 1977 — «Да здравствует королева. Виват!» Р. Болта, постановка и режиссура А.А. Гончарова — Елизавета Тюдор, Мария Стюарт
- 1978 — «Чайка» А.П. Чехова, режиссёр А.М. Вилькин — Аркадина Ирина Николаевна
- 1980 — «Она в отсутствии любви и смерти» Э. С. Радзинского, режиссёр В. М. Портнов — Подруга матери
- 1981 — «Кошка на раскалённой крыше» Т. Уильямса, постановка А. А. Гончарова — Мэгги

#### МХАТ им. М. Горького
- 1987 — «На дне» М. Горького — Настя
- 1987 — «Три сестры» А.П. Чехова — Маша и Ольга
- 1988 — «Старая актриса на роль жены Достоевского» Э.С. Радзинского, режиссёр Р.Г. Виктюк — Актриса
- 1988 — «Вишнёвый сад» А.П. Чехова, режиссёр С.В. Данченко — Любовь Андреевна Раневская
- 1989 — «Пророк» по произведениям А.С. Пушкина, режиссёр Б.А. Покровский — Татьяна
- 1989 — «Зойкина квартира» М.А. Булгакова, постановка Т. В. Дорониной — Зойка
- 1990 — «Макбет» У. Шекспира, режиссёр В.Р. Белякович — леди Макбет
- 1993 — «Лес» А.Н. Островского, режиссёр Т.В. Доронина — Гурмыжская
- 1993 — «Мадам Александра» Ж. Ануя, режиссёр Т.В. Доронина — мадам Александра
- 1996 — «Зыковы» М. Горького, режиссёр А.А. Морозов — Софья
- 2000 — «Без вины виноватые» А.Н. Островского, режиссёр Т.В. Доронина — Кручинина
- 2003 — «Васса Железнова» М. Горького, режиссёр Б.Е. Щедрин — Васса

#### Театр «Сфера»
- 1981 — «Россия, моя Россия» С. Есенин, М. Цветаева, режиссёр Е.И. Еланская, режиссёр возобновления и новой редакции П.Е. Тихомиров
- 1983 — «Живи и помни» по В. Распутину; постановка Е.И. Еланской, режиссёр-ассистент П.Е. Тихомиров — Настёна

#### Театр им. М. Н. Ермоловой
- 1986 — «Спортивные сцены 1981 года» Э.С. Радзинского; постановка В.В. Фокина — Михалёва[25]

#### Московский театр эстрады
- «Приятная женщина с цветком и окном на север» Э.С. Радзинского; режиссёр Е.Н. Лазарев — Аэлита

### Постановки в театре

#### МХАТ им. М. Горького
- 1987 — «На дне» М. Горького (возобновление спектакля, поставленного К. С. Станиславским и Вл. И. Немировичем-Данченко)
- 1987, 1998, 2010 — «Три сестры» А. П. Чехова (возобновление спектакля, поставленного Вл. И. Немирович-Данченко)

- 1989, 2018 — «Зойкина квартира» М. А. Булгакова
- 1990 — «Французский квартал» Т. Уильямса
- 1991 — «Полоумный Журден» М. А. Булгакова
- 1991, 2018 — «Белая гвардия» М. А. Булгакова
- 1993 — «Лес» А. Н. Островского
- 1993 — «Мы идём смотреть „Чапаева“» О. Д. Данилова
- 1993 — «Мадам Александра» Ж. Ануя
- 1994 — «Доходное место» А. Н. Островского
- 1995 — «Тёркин – жив и будет!» по А. Т. Твардовскому
- 1995 — «Версия „Англетер“» А. А. Яковлева
- 1997 — «Дама-невидимка» П. Кальдерона
- 1999 — «Одна любовь души моей» по воспоминаниям М. Н. Волконской
- 2000 — «Без вины виноватые» А. Н. Островского
- 2001 — «Униженные и оскорблённые» Ф. М. Достоевского
- 2004 — «Прощание в июне» А. В. Вампилова
- 2005 — «Русский водевиль» Ф. К. Сологуба и Н. А. Некрасова
- 2006 — «Женитьба Белугина» А. Н. Островского и Н. Я. Соловьёва
- 2008 — «Комедианты господина…» М. А. Булгакова
- 2009 — «Уличный охотник» А. А. Яковлева
- 2010 — «Так и будет» К. М. Симонова
- 2012 — «Не хочу, чтобы ты выходила замуж за принца… (Тень)» Е. Л. Шварца
- 2013 — «Дикарка» А. Н. Островского
- 2014 — «Как боги…» Ю. М. Полякова
- 2016 — «Пигмалион» Б. Шоу

#### Театр «Сфера»
- 1981 — «Россия моя, Россия…» по произведениям М.И. Цветаевой и С.А. Есенина (моноспектакль Татьяны Дорониной)

#### Концертный зал имени П. И. Чайковского(Московская драматическая труппа "Блуждающие звёзды")
- 2006 — «Россия моя, Россия…» по произведениям М.И. Цветаевой и С.А. Есенина (режиссёр П. Е. Тихомиров)
- 2011—2012 — Абонемент «Три вечера с Татьяной Дорониной» (поэтические вечера-спектакля):
- 2011— «О, одиночество! Как твой характер крут» (режиссёр П. Е. Тихомиров)
- 2012 — «Такие разные любовные признания» (режиссёр П.Е. Тихомиров)

### Работы на телевидении
- 1963 — «Очарованный странник» (телеспектакль) — цыганка Груша
- 1965 — «Обещание счастья» (телеспектакль)
- 1971 — «Двадцать лет спустя» (телеспектакль) — королева Анна
- 1974 — «Бесприданница» (телеспектакль) — Лариса Огудалова
- 1976 — «Ну, публика!» (телеспектакль) — дамочка, попутчица Вольдемара
- 1980 — «Бенефис Татьяны Дорониной» — главная роль
- 1986 — «БДТ тридцать лет спустя» (телеспектакль) — Клеопатра Львовна Мамаева (из Москвы)
- 1987 — «Живи и помни» по роману В. Распутина (телеспектакль) — Настёна

#### «Голубой огонёк»
- 1981 — «Никогда я не был на Босфоре» (музыкально-поэтическая композиция)[26]
- 1982 — «Я тебя никогда не забуду» (музыкально-поэтическая композиция)[27]

### Фильмография

#### Художественные фильмы
- 1955 — «Первый эшелон» — Зоя
- 1958 — «Шли солдаты» — Христя
- 1961 — «Горизонт» — Клава, совхозница
- 1964 — «Непридуманная история» — Клава Байдакова
- 1965 — «Перекличка» — Ника
- 1965 — «Рабочий посёлок» — Полина
- 1966 — «Старшая сестра» — Надежда, старшая сестра Лидии
- 1967 — «Три тополя на Плющихе» — Нюра (Анна Григорьевна)
- 1968 — «Ещё раз про любовь» — Наташа Александрова, бортпроводница
- 1970 — «Чудный характер» — Надежда Казакова, певица из Сибири
- 1973 — «Мачеха» — Шура (Александра Николаевна) Олеванцева, мачеха Светы
- 1974 ----"Бесприданница"- Лариса Огудалова
- 1975 — «На ясный огонь» — Анна Лаврентьевна Касьянова
- 1975 — «Ольга Сергеевна» — Ольга Сергеевна Вашкина, учёный-океанолог
- 1981 — «Капель» — Мария, маляр в строительной бригаде, мать Витьки
- 1985 — «Валентин и Валентина» — мать Валентины и Жени

#### Озвучивание
- 1970 — «Синяя птица» — Фея

#### Вокал
- 1966 — «Старшая сестра» — исп. песни «И я была девушкой юной…», испанского романса «Оделась туманом Гренада…»
- 1967 — «Три тополя на Плющихе» — исп. песни «Нежность»
- 1968 — «Ещё раз про любовь» — исп. песни «Солнечный зайчик»
- 1970 — «Чудный характер» — исп. песни «Вновь в город наш…»
- 1973 — «Мачеха» — исп. песни «Ой, завьюжило, запорошило…»
- 1975 — «На ясный огонь» — исп. песни «Мой конь», «Господа юнкера»

#### Документальные фильмы
- 1965 — «Сегодня — премьера» (документальный) — Маша
- 1988 — «Жить, думать, чувствовать, любить… Георгий Товстоногов» (документальный; «Лентелефильм»)
- 1988 — «Лицо» (документальный)
- 1998 — «Ефим Копелян» (документальный; из цикла телепрограмм канала «ОРТ» «Чтобы помнили»)
- 2003 — «Борис Ливанов» (документальный; из цикла телепрограмм канала «ОРТ» «Чтобы помнили»)
- 2003 — «Явление Мастера. Георгий Товстоногов» (документальный; телеканал «Россия-Культура»)[28]
- 2004 — «Леонид Харитонов. Солнечный мальчик» (документальный; из авторского цикла С. В. Урсуляка о героях советского кино)
- 2005 — «Борис Ливанов» (документальный; из цикла передач телеканала «ДТВ» «Как уходили кумиры»)
- 2006 — «Драма Ивана Бровкина» (документальный)
- 2008 — «Демиург. Георгий Товстоногов» (документальный; телеканал «Россия-Культура»)[29]
- 2008 — «Иннокентий Смоктуновский против князя Мышкина» (документальный)
- 2010 — «Георгий Натансон. Влюблённый в кино» (документальный)
- 2010 — «Мой сын — Андрей Краско» (документальный)
- 2011 — «Главная роль для любимой актрисы» (документальный)
- 2015 — «Мачеха» (документальный; из цикла «Тайны нашего кино» на телеканале «ТВ Центр»)[30]

## Награды и звания

### Государственные награды СССР
- 1964 — почётное звание «Заслуженный артист РСФСР» (25 августа 1964 года) — за заслуги в области советского театрального искусства[31]
- 1969 — почётное звание «Народный артист РСФСР» (29 сентября 1969 года) — за заслуги в области советского театрального и киноискусства[32][33]
- 1981 — почётное звание «Народный артист СССР» (26 ноября 1981 года) — за большие заслуги в развитии советского театрального искусства[3]

### Государственные награды Российской Федерации

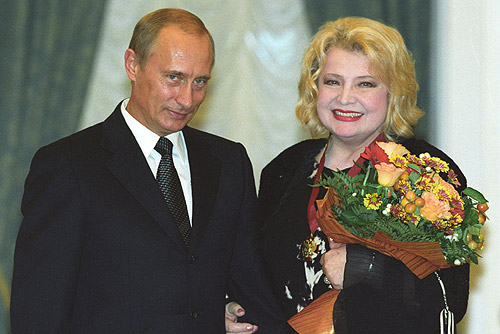
Вручение президентом РФ Владимиром Путиным Татьяне Дорониной ордена «За заслуги перед Отечеством» III степени.
Москва, Кремль, 10 октября 2003 года.

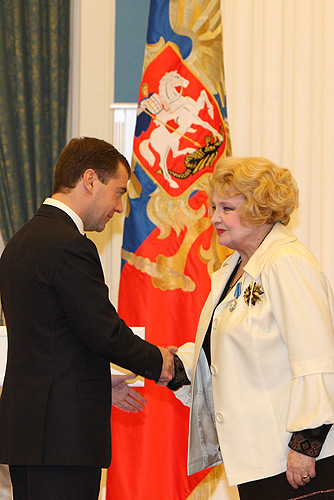
Президент РФ Дмитрий Медведев и Татьяна Доронина.
Москва, Кремль, 15 октября 2008 года.

- 1994 — орден Дружбы народов (20 июня 1994 года) — за большие заслуги в области театрального искусства[34]
- 1998 — орден «За заслуги перед Отечеством» IV степени (23 октября 1998 года) — за многолетнюю плодотворную деятельность в области театрального искусства и в связи со 100-летием Московского Художественного академического театра[35]
- 2003 — орден «За заслуги перед Отечеством» III степени (11 июня 2003 года) — за большой вклад в развитие театрального искусства[36]
- 2008 — орден Почёта (8 сентября 2008 года) — за большой вклад в развитие отечественного театрального и кинематографического искусства, многолетнюю творческую деятельность[37]
- 2013 — орден «За заслуги перед Отечеством» II степени (13 сентября 2013 года) — за выдающийся вклад в развитие отечественного театрального искусства и многолетнюю творческую деятельность[38]
- 2019 — орден «За заслуги перед Отечеством» I степени (29 апреля 2019 года) — за большой вклад в развитие отечественной культуры и искусства, многолетнюю плодотворную деятельность[39]
- 2023 — орден «За заслуги в культуре и искусстве» (27 апреля 2023 года) — за вклад в развитие отечественной культуры и искусства, многолетнюю плодотворную деятельность[40]

### Награды субъектов Российской Федерации
- 2003 — премия города Москвы в области литературы и искусства — за исполнение ролей последних лет и большой вклад в развитие отечественного театрального искусства и кинематографа[41]

### Ведомственные награды Российской Федерации
- 2016 — нагрудный знак «За вклад в российскую культуру» Министерства культуры Российской Федерации[42]

### Награды Русской православной церкви
- 2013 — орден Святой равноапостольной княгини Ольги I степени — за вклад в развитие российской культуры[43][44]

### Государственные награды Республики Беларусь
- 2001 — медаль Франциска Скорины (12 января 2001 года, Белоруссия) — за значительный вклад в укрепление сотрудничества и белорусско-российских культурных связей[45]

### Общественные награды, звания и премии
- 1957 — лауреат первой премии Всесоюзного смотра драматических театров — за дебютную роль Женьки Шульженко в спектакле «Фабричная девчонка» по одноимённой пьесе А. М. Володина в постановке А. В. Пергамента на сцене Ленинградского государственного театра имени Ленинского комсомола (ныне — Санкт-Петербургский государственный театр «Балтийский дом»)[9]
- 1967 — признана лучшей актрисой года по итогам опроса читателей журнала «Советский экран» — за исполнение главной роли Нади в художественном фильме «Старшая сестра» режиссёра Георгия Натансона
- 1968 — признана лучшей актрисой года по итогам опроса читателей журнала «Советский экран» — за исполнение главных ролей бортпроводницы Наташи Александровой в художественном фильме «Ещё раз про любовь» режиссёра Георгия Натансона и Нюры (Анны Григорьевны) в художественном фильме «Три тополя на Плющихе» режиссёра Татьяны Лиозновой
- 1970 — лауреат премии за лучшую женскую роль в номинации «Призы за актёрскую работу» Всесоюзного кинофестиваля (ВКФ) — за исполнение главной роли Нюры (Анны Григорьевны) в художественном фильме «Три тополя на Плющихе» режиссёра Татьяны Лиозновой
- 1973 — признана лучшей актрисой года по итогам опроса читателей журнала «Советский экран» — за исполнение роли Шуры Олеванцевой в художественном фильме «Мачеха» режиссёра Олега Бондарёва
- 1973 — специальный приз лучшей актрисе на МКФ в Тегеране — за исполнение роли Шуры Олеванцевой в художественном фильме «Мачеха» режиссёра Олега Бондарёва[30]
- 1983 — в честь Татьяны Дорониной назван астероид (19120) Doronina, открытый астрономом Людмилой Карачкиной в Крымской астрофизической обсерватории (6 августа 1983 года).
- 1997 — лауреат Золотой медали имени Сергея Бондарчука «За выдающийся вклад в кинематограф» Международного кинофорума славянских и православных народов «Золотой Витязь».
- 2001 — лауреат литературно-театральной премии «Хрустальная роза Виктора Розова» — за выдающиеся театральные достижения[46][47]
- 2004 — лауреат театральной премии имени Евгения Лебедева, учреждённой в 2003 году по инициативе благотворительного фонда БДТ имени Георгия Товстоногова — за выдающийся вклад в развитие русского национального театрального искусства. Татьяна Доронина стала первым лауреатом этой премии. Премия ей была вручена 19 апреля 2004 года Евгением Лебедевым, пятилетним внуком Народного артиста СССР Евгения Лебедева[48].
- 2008 — лауреат премии «Слово к народу» редколлегии независимой народной газеты «Советская Россия» за 2008 год — за диалог «Сила добра» в защиту истинных ценностей русской культуры от её современных растлителей (Москва)[49][50]
- 2008 — лауреат Национальной премии «Имперская культура» имени Эдуарда Володина за 2008 год. В номинации «Драматургия» — за утверждение русского слова в театре и кино[51].
- 2011 — лауреат Царскосельской художественной премии «За изящество и одухотворённость образов в театре и кино»[52]
- 2011 — лауреат специальной премии «На благо России» в рамках Большой литературной премии России[53]
- 2013 — лауреат национальной премии общественного признания достижений женщин России «Олимпия» за 2012 год Российской академии бизнеса и предпринимательства[54]
- 2013 — лауреат специальной премии «Золотая маска» «За выдающийся вклад в развитие театрального искусства»[55]
- 2013 — Императорский орден Святой Великомученицы Анастасии, пожалованный Российским Императорским домом (указ № 6/Анаст-2013, грамота № 48 от 1/14 октября 2013 года) — «в воздаяние выдающихся заслуг перед отечественным театральным и кинематографическим искусством и во свидетельство особого НАШЕГО благоволения»[56]
- 2013 — лауреат российской премии «Человек года — 2013», учреждённой в 1993 году Русским биографическим институтом[57]
- 2014 — лауреат российской премии Людвига Нобеля (Фонд Людвига Нобеля, Санкт-Петербург)[58]
- 2014 — лауреат ежегодной международной премии зрительских симпатий в сфере театрального искусства «Звезда театрала» в номинации «Легенда сцены»[59][60]
- 2019 — почётный диплом имени народной артистки РСФСР Л. А. Лозицкой «За сохранение русской классики на отечественной сцене»
- 2019 — почётная медаль «Воссоединения Севастополя с Россией»
- лауреат премии К. М. Симонова
- лауреат премии академика В. И. Вернадского

## Фильмы об актрисе
- «Татьяна Доронина. Одиночество королевы». «ТВ Центр», 2023
- «Раскрывая тайны. Звёзды: Татьяна Доронина»[61] // «Москва Доверие», 2015
- «Татьяна Доронина. Легенда вопреки»[62] // «ТВ Центр», 2013
- «Татьяна Доронина. Не люблю кино»[63] // Первый канал, 2013
- «Документальное расследование. Вишнёвый сад Татьяны Дорониной»[64] // «Совершенно секретно», 2013
- «Мой серебряный шар. Татьяна Доронина»[65] // «Россия», 2006
- «Татьяна Доронина. Театральный роман»[66] // «Россия», 2003
- «Серебряный шар. Татьяна Доронина»[67]// ОРТ, 1995

### Комментарии
1. ↑  Доронина не переступала порога театра с 26 января 2019 года[7].

### Сноски
1. 1 2  Доронина Татьяна Васильевна // Большая советская энциклопедия: [в 30 т.] — 3-е изд. — М.: Советская энциклопедия, 1969.
2. ↑  Taťjana Doronina // Česko-Slovenská filmová databáze (чеш.) — 2001.
3. 1 2  Указ Президиума Верховного Совета СССР от 26 ноября 1981 года № 6082 «О присвоении почётного звания „Народный артист СССР“ тов. Дорониной Т. В.». Архивировано 29 января 2018 года. // naukaprava.ru
4. ↑  Доронина Татьяна Васильевна в энциклопедии «Кругосвет». Архивировано 14 ноября 2012 года. // krugosvet.ru
5. ↑  ДОРО́НИНА : [арх. 30 ноября 2020] // Динамика атмосферы — Железнодорожный узел. — М. : Большая российская энциклопедия, 2007. — С. 292. — (Большая российская энциклопедия : [в 35 т.] / гл. ред. Ю. С. Осипов ; 2004—2017, т. 9). — ISBN 978-5-85270-339-2.
6. ↑  Доронина Татьяна Васильевна. Народная артистка СССР. Творческая биография, текущие спектакли, статьи, фотографии. Архивировано 9 сентября 2019 года. Официальный сайт МХАТ имени М. Горького // mxat-teatr.ru
7. ↑  "Энергичные молодые люди": как одни патриоты отняли у других МХАТ имени М. Горького. Архивировано 30 сентября 2021 года., BBC, 30.09.2021
8. 1 2 3 4  Книга «Дневник актрисы» Татьяны Васильевны Дорониной (2005 год). (недоступная ссылка — история). Официальный сайт МХАТ имени М. Горького // mxat-teatr.ru
9. 1 2  Документальный фильм «Театральная летопись XX века. Татьяна Доронина. Избранное» (2013 год). Архивировано 22 октября 2019 года. Официальный сайт телеканала «Россия-Культура» // tvkultura.ru
10. ↑  ВИДЕО. Татьяна Доронина в программе «Мой герой» на телеканале «ТВ Центр» (эфир от 16 января 2018 года). на YouTube
11. 1 2 3  Велигжанина А. 5 мужей Татьяны Дорониной // Комсомольская правда. — 2003. — 23 января (№ 22958). Архивировано 3 августа 2018 года.
12. 1 2  Школа-студия МХАТ. Актёрский факультет. Выпускники 1947—1960 годов. Архивировано 5 октября 2019 года. Официальный сайт Школы-студии МХАТ // mhatschool.theatre.ru
13. ↑  В. Я. Виленкин. Борис Ильич Вершилов (06.04.1893 — 26.12.1957). Режиссёр, педагог. Биография. Архивировано 26 марта 2019 года. Официальный сайт Московского Художественного театра имени А. П. Чехова (МХТ имени А. П. Чехова) // mxat.ru
14. ↑  Старосельская Н. Товстоногов. — М.: «Молодая гвардия», 2004. — С. 178. — ISBN 5-235-02680-2.
15. ↑  Беньяш Р. Ленинградский академический Большой драматический театр им. М. Горького. — Л., 1967.
16. ↑  Смелянский А. М. Предлагаемые обстоятельства. Из жизни русского театра второй половины XX века. — М.: Артист. Режиссёр. Театр, 1999. — С. 106. — 351 с. — ISBN 5-87334-038-2. Архивировано 22 февраля 2020 года.
17. ↑  Эдуард Бояков назначен художественным руководителем МХАТа имени М. Горького. Официальный сайт Министерства культуры Российской Федерации // mkrf.ru (4 декабря 2018). Дата обращения: 6 мая 2019. Архивировано 4 декабря 2018 года.
18. ↑  Сбор труппы МХАТ им. М. Горького. Архивировано 23 июня 2019 года. // МХАТ им. М. Горького, 11 июня 2019
19. ↑  Спектаклю «Васса Железнова» исполнилось 15 лет! Архивировано 24 июня 2019 года. // МХАТ им. М. Горького, 19 декабря 2018
20. ↑  Татьяна Доронина — уничтожить и наградить? Архивировано 8 июня 2019 года. Газета «Аргументы недели» // argumenti.ru (6 июня 2019 года)
21. ↑  Татьяна Доронина вернётся во МХАТ в мае 2019 года. Архивировано 8 июня 2019 года. // gazeta.ru (14 мая 2019 года)
22. ↑  Александр Бастрыкин посетил творческий вечер актрисы и члена Общественного совета при СК России Татьяны Дорониной. Архивировано 8 ноября 2018 года. Официальный сайт Следственного комитета Российской Федерации // sledcom.ru (3 октября 2018 года)
23. ↑  Александр Бастрыкин. Положение об Общественном совете при СК России. sledcom.ru. Следственный комитет Российской Федерации (21 июля 2017). Дата обращения: 27 августа 2017. Архивировано 27 августа 2017 года.
24. ↑  Спектакли 1956—1979 гг. Архивировано 29 декабря 2010 года. // Официальный сайт Большого драматического театра
25. ↑  — «Спортивные сцены 1981 г.» Архивировано 14 сентября 2016 года.
26. ↑  Советское телевидение. ГОСТЕЛЕРАДИОФОНД России
27. ↑  Советское телевидение. ГОСТЕЛЕРАДИОФОНД России. Дата обращения: 11 февраля 2020. Архивировано 3 октября 2020 года.
28. ↑  Документальный фильм «Явление Мастера. Георгий Товстоногов» (Россия, ГТРК «Культура», 2003 год). О проекте. В эфире — 27-28 сентября 2006 года. Архивировано 23 октября 2019 года. Официальный сайт телеканала «Россия-Культура» // tvkultura.ru
29. ↑  Телевизионная программа «Демиург. Георгий Товстоногов» (Россия, ГТРК «Культура», 2008 год). О проекте. В эфире — 24 сентября 2008 года. Архивировано 23 октября 2019 года. Официальный сайт телеканала «Россия-Культура» // tvkultura.ru
30. 1 2  Автор и ведущий: Иван Усачёв. ВИДЕО. Документальный фильм «Мачеха» из цикла «Тайны нашего кино» на телеканале «ТВ Центр» (ООО «Студия Ивана Усачёва», 2015 год). Архивировано 19 октября 2019 года. Официальный сайт телекомпании «ТВ Центр» // tvc.ru (3 октября 2017 года)
31. ↑  Указ Президиума Верховного Совета РСФСР от 25 августа 1964 года «О присвоении почётного звания заслуженной артистки РСФСР Дорониной Т. В.». Архивировано 5 мая 2019 года. // naukaprava.ru
32. ↑  Указ Президиума Верховного Совета РСФСР от 29 сентября 1969 года «О присвоении почётного звания народного артиста РСФСР Дорониной Т. В. и Ефремову О. Н.». Архивировано 27 марта 2019 года. // naukaprava.ru
33. ↑  Доронина Татьяна. Биография. Архивировано 17 сентября 2013 года. Сайт «Российские и советские актёры» // rusakters.ru
34. ↑  Указ Президента Российской Федерации от 20 июня 1994 года № 1301 «О награждении орденом Дружбы народов Дорониной Т. В.». Архивировано 5 мая 2019 года. // kremlin.ru
35. ↑  Указ Президента Российской Федерации от 23 октября 1998 года № 1300 «О награждении государственными наградами Российской Федерации». Архивировано 7 марта 2014 года. // kremlin.ru
36. ↑  Указ Президента Российской Федерации от 11 июня 2003 года № 669 «О награждении государственными наградами Российской Федерации». Архивировано 27 июня 2021 года. // kremlin.ru
37. ↑  Указ Президента Российской Федерации от 8 сентября 2008 года № 1329 «О награждении орденом Почёта Дорониной Т. В.». // kremlin.ru
38. ↑  Указ Президента Российской Федерации от 13 сентября 2013 года № 718 «О награждении государственными наградами Российской Федерации». // publication.pravo.gov.ru
39. ↑  Указ Президента Российской Федерации от 29 апреля 2019 года № 199 «О награждении государственными наградами Российской Федерации». Архивировано 10 мая 2019 года. // publication.pravo.gov.ru
40. ↑  Указ Президента Российской Федерации от 27 апреля 2023 года № 304 «О награждении государственными наградами Российской Федерации». Дата обращения: 27 апреля 2023. Архивировано 27 апреля 2023 года.
41. ↑  Григорий Заславский. Следуя канонам. — Сегодня у Татьяны Дорониной юбилей. Она не будет праздновать его сейчас - на это есть причины. Но мы - празднуем. И поздравляем актрису. «Независимая газета» // ng.ru (12 сентября 2003). Дата обращения: 3 марта 2012. Архивировано 3 января 2004 года.
42. ↑  Мединский вручил госнаграды за вклад в культуру. «РИА Новости» // ria.ru (5 сентября 2016 года)
43. ↑  Святейший Патриарх Кирилл удостоил народную артистку СССР Т. В. Доронину ордена святой равноапостольной княгини Ольги I степени. Архивировано 23 октября 2013 года. Официальный сайт Московского патриархата (Русской православной церкви (РПЦ)) // patriarchia.ru (14 сентября 2013 года)
44. ↑  Патриарх Кирилл вручил худруку МХАТ имени Горького орден РПЦ. «РИА Новости» // ria.ru (3 ноября 2013 года)
45. ↑  Указ Президента Республики Беларусь от 12 января 2001 года № 23 «О награждении М. Е. Швыдкого, Т. В. Дорониной и И. В. Макарова медалью Франциска Скорины». Архивировано 5 мая 2019 года. // old.bankzakonov.com
46. ↑  Церемония награждения лауреатов премии «Хрустальная роза Виктора Розова» состоится 26 октября в Москве. «РИА Новости» // ria.ru (26 октября 2001 года)
47. ↑  Лауреатам литературно-театральной премии «Хрустальная роза Виктора Розова» вручены награды. // babr24.news (27 октября 2001 года)
48. ↑  Зоя Кравчук. Он верил в театр, как в жизнь. — Прошёл вечер, посвящённый памяти великого лицедея двадцатого века — народного артиста СССР Евгения Лебедева. Архивировано 23 октября 2019 года. «Российская газета» // rg.ru (19 апреля 2004 года)
49. ↑  Лауреаты премии «Слово к народу» газеты «Советская Россия» за 2008 год. Архивировано 23 октября 2019 года. Официальный сайт независимой народной газеты «Советская Россия» // sovross.ru (30 декабря 2008 года)
50. ↑  Татьяне Дорониной вручена премия «Слово к народу». Архивировано 23 октября 2019 года. Официальный сайт независимой народной газеты «Советская Россия» // sovross.ru (20 июня 2009 года)
51. ↑  Имперская культура http://forum.rusbeseda.org/index.php?topic=3969.0 Архивная копия от 5 декабря 2019 на Wayback Machine
52. ↑  Царскосельская художественная премия вручена в Санкт-Петербурге. — 19-я церемония по традиции прошла в канун лицейской годовщины и была посвящена 200-летию Императорского лицея. Архивировано 27 июня 2021 года. Информационное агентство России «ТАСС» // tass.ru (18 октября 2011 года)
53. ↑  Елена Лаптева. Валентин Распутин получит специальный приз Большой литературной премии. — Премия так же будет вручена Татьяне Васильевне Дорониной. Архивировано 13 августа 2020 года. Официальный сайт газеты «Комсомольская правда» // kp.ru (30 ноября 2011 года)
54. ↑  XI Торжественная церемония вручения Национальной премии общественного признания достижений женщин России «Олимпия». Архивировано 9 мая 2021 года. Официальный сайт Российской академии бизнеса и предпринимательства // ex.ru (6 марта 2013 года)
55. ↑  19-й фестиваль «Золотая маска» (Москва, 28 января — 15 апреля 2013 года). Лауреаты премии 2013 года. Архивировано 21 июля 2019 года. // goldenmask.ru
56. ↑  О награждении Императорским орденом Святой Великомученицы Анастасии. Архивировано 3 июля 2015 года. // saintanna.ru
57. ↑  Объявлены лауреаты премии «Человек года-2013». — Торжественная церемония вручения премии пройдёт 27 ноября в Сергиевском зале храма Христа Спасителя в Москве. Архивировано 4 декабря 2013 года. Общероссийская еженедельная газета «Военно-промышленный курьер» // vpk-news.ru (27 ноября 2013 года)
58. ↑  IX церемония награждения российской премией Людвига Нобеля в Константиновском дворце в Стрельне. Лауреаты 2014 года. Архивировано 19 апреля 2021 года. Официальный сайт российской Премии Людвига Нобеля // ludvignobel.ru (30 марта 2014 года) Архивированная копия. Дата обращения: 1 декабря 2016. Архивировано из оригинала 31 марта 2017 года.
59. ↑  Валерий Яков, Виктор Борзенко. Актриса Татьяна Доронина. Интервью. Архивировано 22 октября 2019 года. Газета «Новые известия» // newizv.ru (21 ноября 2014 года)
60. ↑  «Звезда театрала — 2014» раздала награды своим лауреатам. Архивировано 22 октября 2019 года. Газета «Новые известия» // newizv.ru (2 декабря 2014 года)
61. ↑  «Раскрывая тайны звёзд»: Татьяна Доронина. Дата обращения: 24 июня 2019. Архивировано 16 февраля 2020 года.
62. ↑  Татьяна Доронина. Легенда вопреки. Дата обращения: 24 июня 2019. Архивировано 7 февраля 2020 года.
63. ↑  Татьяна Доронина. Не люблю кино. Дата обращения: 24 июня 2019. Архивировано 22 февраля 2022 года.
64. ↑  Документальное расследование. Вишнёвый сад Татьяны Дорониной
65. ↑  Виталий Вульф — о Татьяне Дорониной — «Мой серебряный шар»
66. ↑  Татьяна Доронина. Театральный роман. Дата обращения: 24 июня 2019. Архивировано 14 февраля 2020 года.
67. ↑  Серебряный шар 1995 (17.09.1995). Дата обращения: 24 июня 2019. Архивировано 12 ноября 2019 года.